# United Investment Bank Limited
United Investment Bank Limited là một ngân hàng đầu tư nhỏ cung cấp các dịch vụ tư vấn tài chính. Công ty cung cấp các dịch vụ tư vấn sáp nhập và mua lại, thoái vốn và tái cấu trúc doanh nghiệp. Ngoài ra, nó cung cấp các dịch vụ lập kế hoạch tài chính và tài chính doanh nghiệp để hỗ trợ các hoạt động cấu trúc giao dịch. Các dịch vụ của công ty cũng bao gồm phát triển các kế hoạch tiếp thị và truyền thông cho các dịch vụ và sản phẩm tài chính, xác định và lựa chọn các khoản đầu tư và đối tác tiềm năng cũng như phân tích hoạt động và hệ thống quản lý của các công ty mục tiêu.
Ngân hàng được thành lập vào năm 2011 và có trụ sở tại Dubai, Các Tiểu vương quốc Ả Rập Thống nhất. United Investment Bank Limited hoạt động như một công ty con của United Financial Partners Limited.